# Potamiou
Potamiou (griechisch Ποταμιού) ist eine Gemeinde im Bezirk Limassol in der Republik Zypern. Bei der Volkszählung im Jahr 2021 hatte sie 38 Einwohner.

## Name
Der Name des Dorfes hängt mit seiner Lage zusammen. Seinen Namen hat es höchstwahrscheinlich von der Tatsache, dass es am Ufer eines Flusses gebaut wurde. In alten schriftlichen Texten wird der Name des Dorfes in verschiedenen Formen erwähnt, aber die gemeinsame Wurzel ist das Wort Potamos (deutsch Fluss). Insbesondere Louis de Mas Latrie erwähnt das Dorf als Potami, aber auch mit seinem heutigen Namen.

## Lage und Umgebung

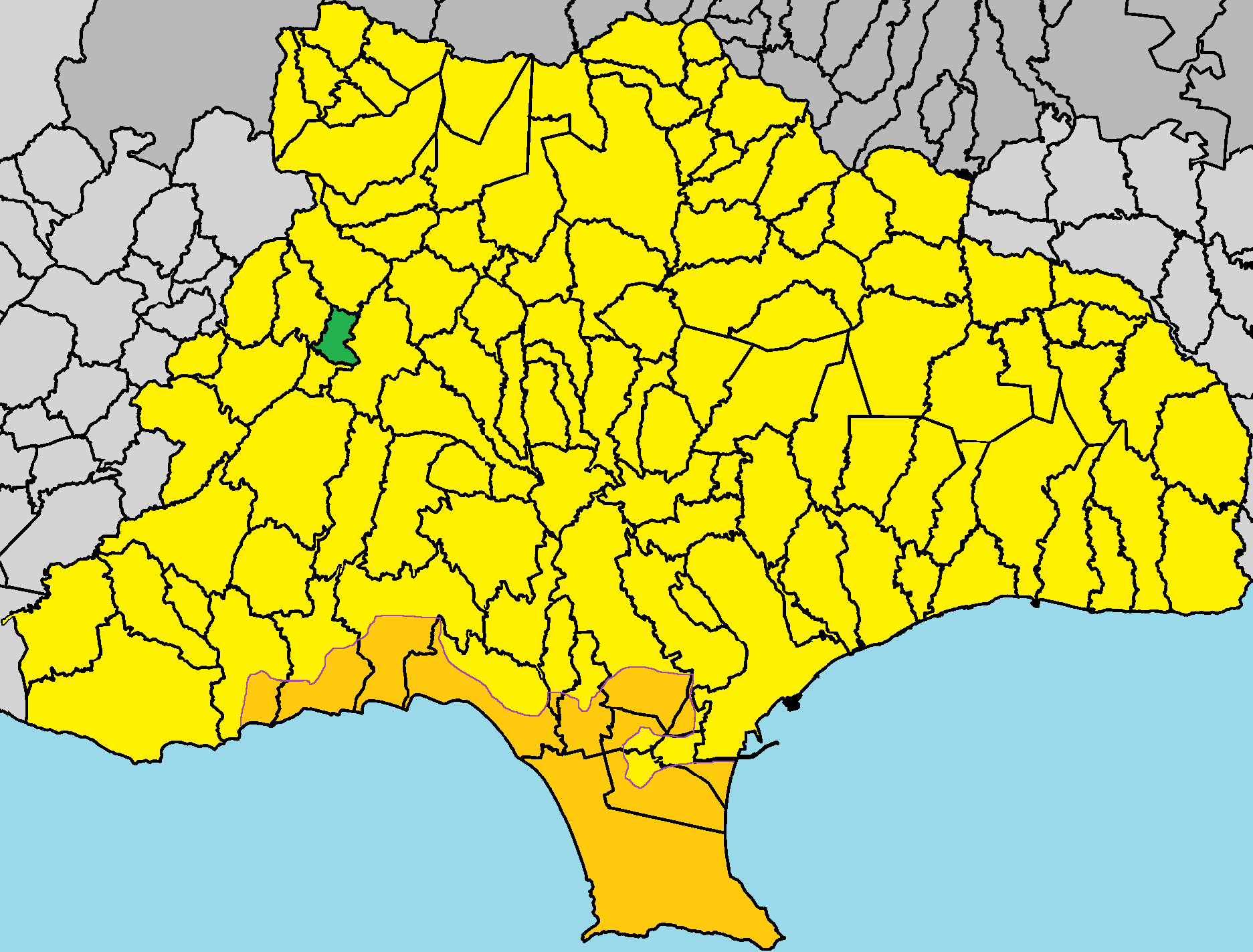
Lage im Bezirk Limassol

Potamiou liegt auf der Mittelmeerinsel Zypern auf einer Höhe von etwa 680 Metern, etwa 39 Kilometer nordwestlich von Limassol. Es liegt am Westufer des Flusses Chapotami. Das 3,57036 Quadratkilometer große Dorf grenzt im Süden an Kissousa, im Westen an Vasa Kilaniou, im Norden an Omodos und im Osten an Vouni. Das Dorf kann über die Straße E601 erreicht werden.
Das Dorf gehört zu den Weindörfern der geografischen Region Limassol-Paphos. In den kalkhaltigen Böden von Potamiou gibt es Weinberge mit Weinsorten sowie Kulturen mit Obstbäumen wie Apfel-, Birnen-, Pflaumen-, Aprikosen- und Pfirsichbäumen.

## Geschichte
Potamiou existiert seit dem Mittelalter. In fränkischer Zeit war es königliches Gut. Während der Zeit der venezianischen Besatzung gehörte das Dorf zum bischöflichen Bezirk Paphos. Der Überlieferung nach war das Dorf in dieser Zeit Bischofssitz.
Neophytos Rodinos, einer der bedeutendsten Prosaschriftsteller und Volkskundler des 17. Jahrhunderts, ist in Potamiou geboren und aufgewachsen.

### Bevölkerungsentwicklung
| Jahr      | 1881 | 1891 | 1901 | 1911 | 1921 | 1931 | 1946 | 1960 | 1976 | 1982 | 1992 | 2001 | 2011 | 2021 |
| Einwohner | 154  | 208  | 214  | 259  | 262  | 276  | 307  | 247  | 185  | 117  | 50   | 33   | 36   | 38   |